# Mel Giedroyc
Melanie Clare Sophie Giedroyc (ur. 5 czerwca 1968 w Epsom) – brytyjska prezenterka telewizyjna i aktorka polsko-litewskiego pochodzenia. 
Najbardziej znana z prowadzenia programów razem z Sue Perkins: The Great British Bake Off, Light Lunch, Generation Game oraz Mel i Sue. Oprócz tego prowadziła liczne programy telewizyjne, m.in.: What Do Kids Know?, The Wright Stuff, Sport Relief i Comic Relief, Collectaholics, Draw It!, Vertigo Road Trip, Now You See It, The Gift, Relatively Clever, Let It Shine, Pitch Battle, Letterbox, Children in Need, Have I Got News for You.
Prowadziła brytyjskie studio podczas Konkursu Piosenki Eurowizji 2015 oraz Konkursu Piosenki Eurowizji 2018, zaś od 2016 prowadzi brytyjskie eliminacje Eurovision: You Decide.

## Życiorys
Pochodzi z polsko-litewskiej rodziny Giedroyciów. Jej ojciec, Michał Giedroyć (1929-2017), konstruktor samolotów i inżynier budownictwa, podczas II wojny światowej został zesłany wraz z matką i rodzeństwem do zachodniej Syberii, w 1942 rodzina ewakuowała się wraz z armią gen. Władysława Andersa do Iranu, gdzie wstąpił do Junackiej Szkoły Kadetów, w 1947 przeniósł się do Wielkiej Brytanii. Jej matką jest Rosemary "Rosy" Cumpston (ur. 1937). 
Uczęszczała do Oxford High School, później ukończyła Kolegium Trójcy Świętej w Cambridge w Cambridge, uzyskując dyplom z języka francuskiego i włoskiego. 

## Filmografia
- Hitmen (2020) – Jamie
- How to Build a Girl (2019) – Charlotte Brontë
- Szpiedzy w Warszawie (2013) – Trudi
- Sadie J (2011-2013) – Ms V
- Sorry, I've Got No Head (2008-2011)
- Mist: Sheepdog Tales (2007-2009) – Mist
- Szpital Holby City (2007) – Lydia Lazenby
- Blessed (2005) – Sue Chandler
- Robociki (2003) – Spark Twin I (głos)
- Rhona (2000) – Lisa
- French and Saunders (1996) – E Incluso
- Fist of Fun (1995-1996)

Źródło: 

## Książki
- From Here to Maternity: One Mother of a Journey, 2005,
- Going Ga-Ga: Is there life after birth?, 2007.

## Życie prywatne
Jest zamężna z reżyserem telewizyjnym Benem Morrisem, mają dwie córki, Florence i Vitę. Ma trójkę starszego rodzeństwa, brata Miko oraz siostry Kasię i Coky Giedroyc, reżyserkę filmową.